# Grigoris Nikolaou
Grigoris Nikolaou (* 22. Januar 2003 in Limassol) ist ein zyprischer Leichtathlet, der im Weit- und Dreisprung an den Start geht.

## Sportliche Laufbahn
Seinen ersten internationalen Wettkampf bestritt Grigoris Nikolaou bei den Spielen der kleinen Staaten von Europa 2019 in Bar, bei denen er mit 14,58 m die Bronzemedaille im Dreisprung hinter seinem Landsmann Longinos Achilleos und Ian Paul Grech aus Malta gewann. Anschließend siegte er mit 15,45 m beim Europäischen Olympischen Jugendfestival (EYOF) in Baku. Im Jahr darauf siegte er mit 15,53 m bei den U20-Balkan-Hallenmeisterschaften in Istanbul und 2021 belegte er bei den U20-Balkan-Hallenmeisterschaften in Sofia mit 15,05 m den vierten Platz. Im Juni brachte er bei der 3. Liga der Team-Europameisterschaft in Limassol keinen gültigen Versuch zustande, wie auch bei den U20-Europameisterschaften in Tallinn. Anschließend belegte er bei den U20-Weltmeisterschaften in Nairobi mit 15,74 m den fünften Platz. Zudem begann er ein Studium an der University of Louisville. Im Jahr darauf brachte er bei den Balkan-Meisterschaften in Craiova keinen gültigen Versuch zustande, wie auch bei den U20-Weltmeisterschaften in Cali im Finale. 2023 wurde er bei der 2. Liga der Team-Europameisterschaft im Rahmen der Europaspiele in Chorzów mit 15,15 m Zehnter und anschließend verpasste er bei den U23-Europameisterschaften in Espoo mit 15,12 m den Finaleinzug. 2025 siegte er bei den GSSE in Andorra la Vella mit 15,11 m im Dreisprung und gewann im Weitsprung mit 7,18 m die Silbermedaille hinter dem Isländer Þorleifur Einar Leifsson. Anschließend belegte er bei den U23-Europameisterschaften in Bergen mit 15,85 m den fünften Platz im Dreisprung. Kurz darauf gewann er bei den Balkan-Meisterschaften in Volos mit 16,05 m die Bronzemedaille hinter dem Rumänen Răzvan Grecu und Nikolaos Andrikopoulos aus Griechenland.
In den Jahren 2020 und 2021 sowie von 2023 bis 2025 wurde Nikolaou zyprischer Meister im Dreisprung sowie 2021, 2023 und 2024 auch im Weitsprung.

## Persönliche Bestleistungen
- Weitsprung: 7,54 m (+0,2 m/s), 9. Juli 2023 in Nikosia
- Dreisprung: 16,05 m (−0,1 m/s), 27. Juli 2025 in Volos